# Planta de energía nuclear Vogtle
La planta de energía nuclear Vogtle está situada en el Condado de Burke (Georgia), cerca de Augusta (Georgia).
Las unidades 1 y 2 poseen reactores de agua presurizada Westinghouse e iniciarion su operación comercial en 1987 y 1989 respectivamente con una potencia total de 2.430 MW.
Durante la construcción de Vogtle, los costes se dispararon de una estimación de 660 millones de dólares a 8.870 millones. Esto fue habitual en esa época debido al incremento de las reglamentaciones después del accidente de Three Mile Island.

## Emergencia del área del emplazamiento
El 20 de marzo de 1990 a las 9:20 un camión que transportaba combustible y lubricantes en el patio de interruptores de voltaje de la planta embistió una columna de soporte de la línea de alimentación que suministra energía al transformador auxiliar de reserva (RAT) de la Unidad 1. Esto desencadenó una serie de sucesos indeseados agravados por un mantenimiento planificado (en el cual varios sistemas de respaldo estaban desconectados) y en el fallo de equipos de varios sistemas de respaldo. La pérdida resultante de energía eléctrica en los "circuitos vitales" de la planta apagaron la bomba de retirada del calor residual (RHR) que estaba refrigerando la Unidad 1 (que estaba a punto de finalizar un apagado por repostaje) y que evitaron que el RHR de respaldo se activara. A pesar de que la Unidad 1 no estaba funcionando a plena potencia, el calor residual de la degradación natural del combustible radiactivo hubo de ser retirado para evitar una peligrosa subida de la temperatura en el núcleo. A las 9:40 los operadores de la planta declararon una "emergencia en el área del emplazamiento" (una clasificación que está solo un nivel por debajo de la "emergencia general" que se declaró en Three Mile Island) de acuerdo con los procedimiento existentes que obligan a su declaración cuando una pérdida de energía "vital" dura más de 15 min. A las 9:56 , los operadores de la planta realizaron un arranque manual de un generador de emergencia diésel (EDG) A, que eludió la mayoría de las características de protección del EDG que había evitado que se pusiera automáticamente en funcionamiento. El RHR-A se puso entonces en funcionamiento utilizando la energía del EDG-A. Con la refrigeración del núcleo restaurada la emergencia fue bajada al nivel de alerta a las 10:15. La temperatura del refrigerante del núcleo de la Unidad 1 se incrementó de 90F a 136F durante los 36 min necesarios para volver a dar energía a la instalación del lado A. Irónicamente, durante todo el evento, la energía no-vital estuvo continuamente disponible para la Unidad 1 desde fuentes externas. Sin embargo, el sistema eléctrico de Vogtle no estaba diseñado para permitir una fácil interconexión de los circuitos vitales de la Unidad 1 con los no vitales de la Unidad 2. (Referencia: NRC Information Notice n.º 90-25)

## Datos de los reactores
La Planta de Generación Eléctrica Vogtle Consta de tres reactores operativos; una unidad adicional está en construcción..
| Unidad de reactor | Tipo de reactor     | Capacidad | Capacidad | Inicio construcción nuclear | Conexión a la red eléctrica | Operación comercial | Cierre |
| Unidad de reactor | Tipo de reactor     | Neto      | Bruto     | Inicio construcción nuclear | Conexión a la red eléctrica | Operación comercial | Cierre |
| ----------------- | ------------------- | --------- | --------- | --------------------------- | --------------------------- | ------------------- | ------ |
| Vogtle-1          | Westinghouse 4-loop | 1150 MW   | 1203 MW   | 1 de agosto de 1976         | 27 de marzo de 1987         | 1 de junio de 1987  |        |
| Vogtle-2          | Westinghouse 4-loop | 1150 MW   | 1202 MW   | 1 de agosto de 1976         | 10 de abril de 1989         | 20 de mayo de 1989  |        |
| Vogtle-3          | AP1000              | 1117 MW   | 1250 MW   | 12 de marzo de 2013         | 1 de abril de 2023          | 31 de julio de 2023 |        |
| Vogtle-4          | AP1000              | 1117 MW   | 1250 MW   | 19 de nov 2013              |                             |                     |        |